# ويليام ليونارد مارشال
ويليام ليونارد مارشال (بالإنجليزية: William Leonard Marshall)‏ هو كاتب أسترالي، ولد في 1944.